# 蒂帕縣 (密西西比州)
蒂帕縣（英語：Tippah County）是美國密西西比州北部的一個縣，北鄰田納西州。面積1,191平方公里。根据美國2000年人口普查，共有人口20,826人。縣治里普利（Ripley）。
目前的縣成立於1836年2月9日。縣名是一名奇克索族領袖的妻子的名字。

## 地理
根据美国人口调查局的数据蒂帕縣面积为1，191平方公里，其中1,186平方公里为陆地面积，5平方公里为水域面积，占总面积的0.45%。

### 主要高速公路
- 美国国道72
- 密西西比州公路2
- 密西西比州公路4
- 密西西比州公路15

### 周边县
- 哈德曼县，田纳西州（北）
- 奥尔康县（东北）
- 普兰提斯县（东南）
- 尤宁县（南）
- 本顿县（西）